# Phyllophaga elenans
Phyllophaga elenans är en skalbaggsart som beskrevs av Saylor 1938. Phyllophaga elenans ingår i släktet Phyllophaga och familjen Melolonthidae. Inga underarter finns listade i Catalogue of Life.